# Vincent Gérard

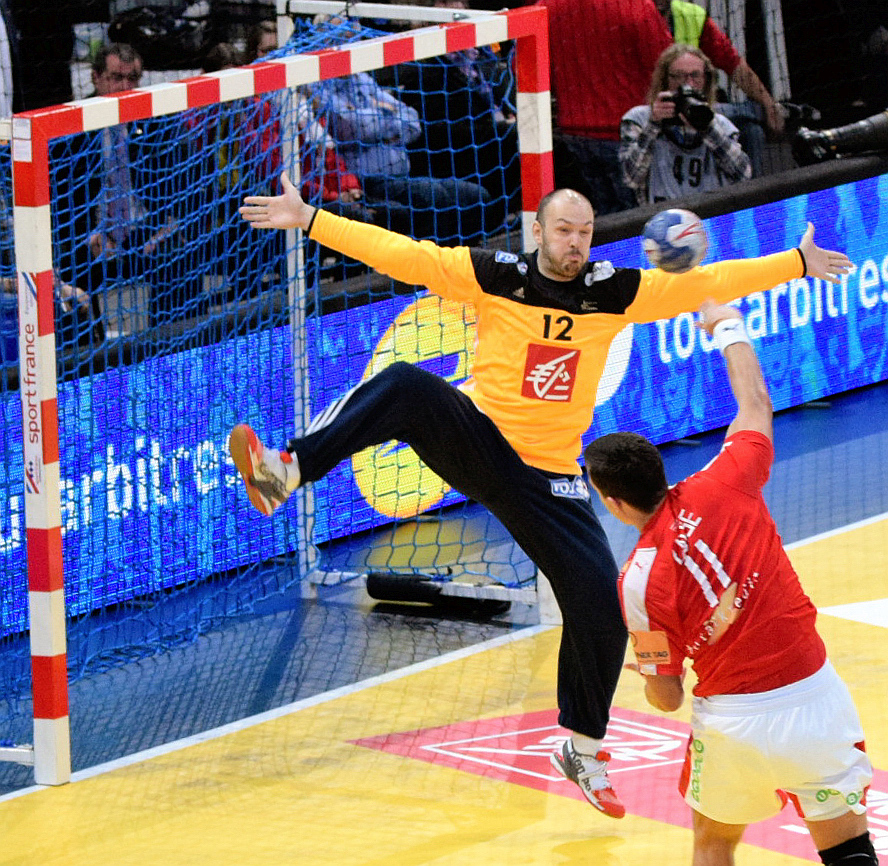
Vincent Gérard w meczu z Danią (10 stycznia 2016). Rzuca Rasmus Lauge

Vincent Gérard (ur. 16 grudnia 1986 r. w Woippy) – francuski piłkarz ręczny, reprezentant kraju, grający na pozycji bramkarza. Od 2019 roku jest zawodnikiem Paris Saint-Germain Handball.

## Kariera sportowa
W latach 2006–2008 był zawodnikiem Montpellier Handball. W sezonie 2007/2008, w którym zdobył mistrzostwo Francji, wystąpił w 12 meczach, w których bronił ze skutecznością 37%. W latach 2008–2010 był graczem Istres Handball. W latach 2010–2015 grał w Dunkerque Handball, z którym zdobył mistrzostwo Francji. Ponadto w sezonie 2012/2013, w którym bronił ze skutecznością 37%, i sezonie 2013/2014, w którym bronił ze skutecznością 39%, został wybrany najlepszym bramkarzem francuskiej ekstraklasy. W 2015 powrócił do Montpellier Handball. W 2019 przejdzie do Paris Saint-Germain, z którym podpisał trzyletni kontrakt.
Uczestniczył w mistrzostwach Europy U-18 w Serbii i Czarnogórze (2004) oraz w mistrzostwach Europy U-20 w Austrii (2006). W 2007 zagrał w mistrzostwach świata U-21 w Macedonii, podczas których bronił ze skutecznością 42% (110/262), co dało mu 3. miejsce w klasyfikacji najlepszych bramkarzy turnieju.
W reprezentacji Francji zadebiutował 6 kwietnia 2013 w spotkaniu z Norwegią. W 2014 zdobył złoty medal mistrzostw Europy w Danii, w których wystąpił w trzech meczach, broniąc ze skutecznością 13% (2/15). W 2016 uczestniczył w mistrzostwach Europy w Polsce, w których bronił ze skutecznością 37% (34/92), co dało mu 1. miejsce w klasyfikacji najlepszych bramkarzy turnieju. Również w 2016 wywalczył srebrny medal podczas igrzysk olimpijskich w Rio de Janeiro. W 2017 zdobył złoty medal mistrzostw świata we Francji, w których bronił ze skutecznością 40% (62/155), a ponadto został wybrany najlepszym bramkarzem turnieju. W 2018 zdobył brązowy medal mistrzostw Europy w Chorwacji, w których bronił ze skutecznością 37% (68/184)  i otrzymał nagrodę dla najlepszego bramkarza turnieju. Rok później zdobył brązowy medal mistrzostw świata rozegranych na terenach Niemiec i Danii.

## Sukcesy

### Reprezentacyjne
Igrzyska olimpijskie:
- Tokio 2020
- Rio de Janeiro 2016

Mistrzostwa świata:
- Francja 2017
- Niemcy/Dania 2019

Mistrzostwa Europy:
- Dania 2014
- Chorwacja 2018

### Klubowe
Liga Mistrzów:
- 2018

Puchar EHF:
- 2012

Mistrzostwa Francji:
- 2008, 2014
- 2007, 2013, 2018

Puchar Francji:
- 2008, 2011, 2016
- 2017

## Nagrody indywidualne
- Najlepszy bramkarz Mistrzostw Świata 2017 (bronił ze skutecznością 40%)[6][7]
- Najlepszy bramkarz Mistrzostw Europy 2018 (bronił ze skutecznością 37%)[8][9]
- 1. miejsce w klasyfikacji najlepszych bramkarzy mistrzostw Europy w Polsce w 2016 (bronił ze skutecznością 37%)[5]
- Najlepszy bramkarz LNH: 2012/2013, 2013/2014

## Odznaczenia
- Chevalier Orderu Legii Honorowej – 2021[10]
- Chevalier Orderu Narodowego Zasługi – 2016[11]